# Itaiçaba
Itaiçaba é um município brasileiro do estado do Ceará. Localiza-se na microrregião do litoral de Aracati, mesorregião do Jaguaribe. Sua população é de 7.536 habitantes. Ocupa uma superfície de 209 km².

## História
A região do município era habitada pelos indígenas Payacus, de origem Tapuias e que viviam ao longo do Rio Jaguaribe.  Esta nação indígena resistiu intensamente contra colonização europeia e a invasão dos seus territórios pelos portugueses, protagonizando vários ataques aos aldeamentos que ficam na atual Região Metropolitana de Fortaleza. No ano de 1696, os indígenas permitiram serem aldeados e evangelizados pelo jesuíta João da Costa, entre a região de Itaiçaba e Aracati.
Foi criado em 15 de outubro de 1956 por desanexação de Jaguaruana. Chamou-se inicialmente Feira de Gado, depois passou a se chamar Passagem de Pedras. Tem um rio chamado Jaguaribe que passa por trás da igreja, a padroeira da cidade é Nossa Senhora da Boa Viagem.
Itaiçaba como distrito administrativo pertenceu primeiramente ao município de Aracati. Em 21 de agosto de 1823, o Decreto Lei Nº 169, de 31 de março de 1938, transferiu o distrito para a jurisdição do município de Jaguaruana. Ainda no mesmo ano adotou a denominação atual de Itaiçaba (significa Passagem das Pedras), por força de um Decreto Lei Nº448, de dezembro de 1938. Na luta por sua independência administrativa destacou-se o Deputado Jeová Costa Lima, autor do Projeto que no dia 15 de setembro de 1956, se transformou na Lei Nº 3.338 que deu liberdade administrativa ao município. Itaiçaba foi oficialmente instalada em solenidade no dia 7 de outubro de 1956, tendo como seu primeiro prefeito o Sr. Agostinho Correia Lima.
Por volta da década de 80 a cidade sofria com o problema de inundações, época na qual praticamente todos os habitantes tinham que sair para os distritos de Itaiçaba (Tabuleiro do Luna, Alto Brito, Cidade Nova) que ficavam na parte alta do município.
Na entrada da cidade encontra-se a serra do Ererê, onde existe uma lenda que durante uma grande seca, quando alguns retirantes passavam por lá, uma donzela já estava muito fraca e não conseguiu seguir viagem com os outros, ficando ao pé da serra. Dizem que ela se encantou, outros dizem que ela morreu, a verdade quem saberá o que acontece é uma devoção que as pessoas têm pela donzelinha, ergueram até um pequeno altar, no lugar onde supostamente ela teria morrido.

## Geografia
Clima: temperatura máxima de 36 °C e mínima de 26'C (médias)
Precipitação pluviométrica: 935,9 mm - média dos últimos 30 anos
Recursos hídricos: treze poços e Eixo de Integração (Canal do Trabalhador)
Solos: aluviais (25,22%); areias quartzosas distróficas (38%); planossolo Solódico (23,21%) e podzólico vermelho-amarelo (13,57%).
Não possui unidades de conservação.

## Demografia
População estimada: 7 029
População: 6 579
População urbana: 3.672
População rural: 2.907
Densidade demográfica: 27,49 hab/km
Taxa de urbanização: 55,82%

## Localidades
- Assentamento Tomé Afonso
- Tabuleiro do Luna
- Tracoem
- Alto do Ferrão
- Alto Brito
- Arraial
- Rancho do Povo
- Camurim
- Logradouro
- Caris
- Baixo Jiqui
- Canto da Onça
- Mendonça (em litígio com Jaguaruana)
- Alto dos Pequenos (em litígio com Palhano)
- Lagoa de Trás (em litígio com Palhano)
- Assentamento Umari (em litígio com Palhano e Aracati)
- Latadas (em litígio com Jaguaruana)

## Economia
PIB: R$ 13.509,45 milhões
Agropecuária: 24,94%
Indústria: 22,42%
Serviços: 52,64%
PIB per capita (2004): R$ 1.921,96
Benefícios da Previdência Social: R$1.074,435,92
Bancos: 2
Vocação econômica: agricultura irrigada (acerola, algodão herbáceo, caju, coco, goiaba, graviola, mamão, manga, maracujá, melão, melancia, pimentão, tomate, uva), laticínios, processamento de mel de abelha, apicultura fixa, caprinocultura de corte semi-intensiva e de leite, ovinocultura extensiva.

## Educação
Escolas que ministram ensino fundamental: 2
Escolas que ministram ensino médio: 1
Escolas de ensino profissional: 1
Instituições de ensino superior: O
Matrículas do ensino fundamental: 1 466
Matrículas do ensino médio: 421
Matrículas de educação de jovens e adultos: 429
Taxa de alfabetização: 73,52%
Taxa de escolaridade do ensino fundamental: 87,03%
Taxa de escolaridade do ensino médio: 45,70%
Taxa de escolarização do ensino fundamental: 89,36%
Taxa de escolarização do ensino médio: 47,21%

## Cultura
Meios de comunicação social: Cobertura por três emissoras de rádio AM e outra FM de Aracati e uma de AM de Russas.
Patrimônio histórico: não possui bens tombados.
Padroeira: Nossa Senhora da Boa Viagem
Equipamentos culturais: uma biblioteca e o CVT(Centro Vocacional Tecnológico)

## Política
Eleitores (julho/ 2004): 4.640
Perfil dos eleitores (2004): masculino (2.218), feminino (2.421) e não informado (1).